# Источник ЭДС

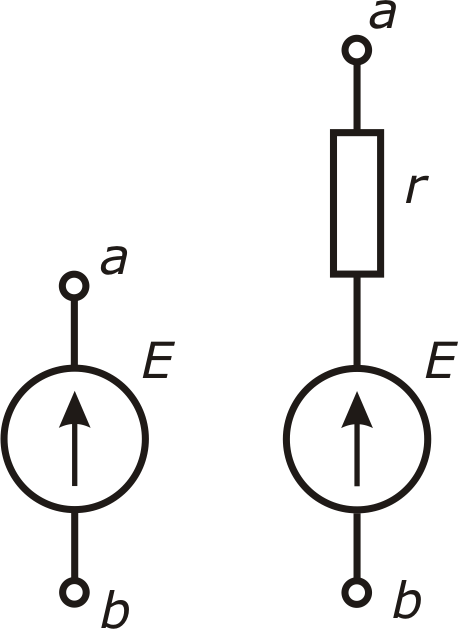
Рисунок 1. Обозначение на схемах источника ЭДС (слева) и реального источника напряжения (справа). Вариант.

Исто́чник ЭДС (идеа́льный источник напряже́ния) — двухполюсник, напряжение на зажимах которого не зависит от тока, протекающего через источник и равно его ЭДС. ЭДС источника может быть задана либо постоянным, либо как функция времени, либо как функция от внешнего управляющего воздействия. В простейшем случае ЭДС определена как константа, обычно обозначаемая буквой {\displaystyle {\mathcal {E}}}.
Внутреннее сопротивление источника ЭДС равно нулю.

## Свойства

### Идеальный источник напряжения

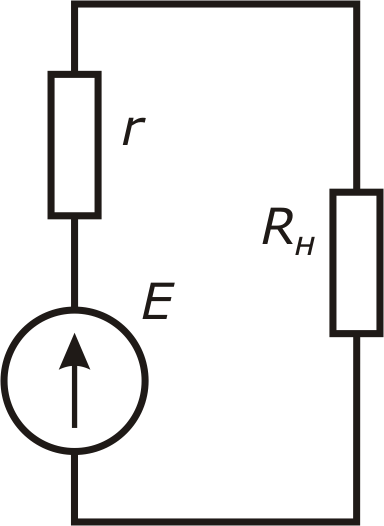
Рисунок 2. Реальный источник напряжения под нагрузкой

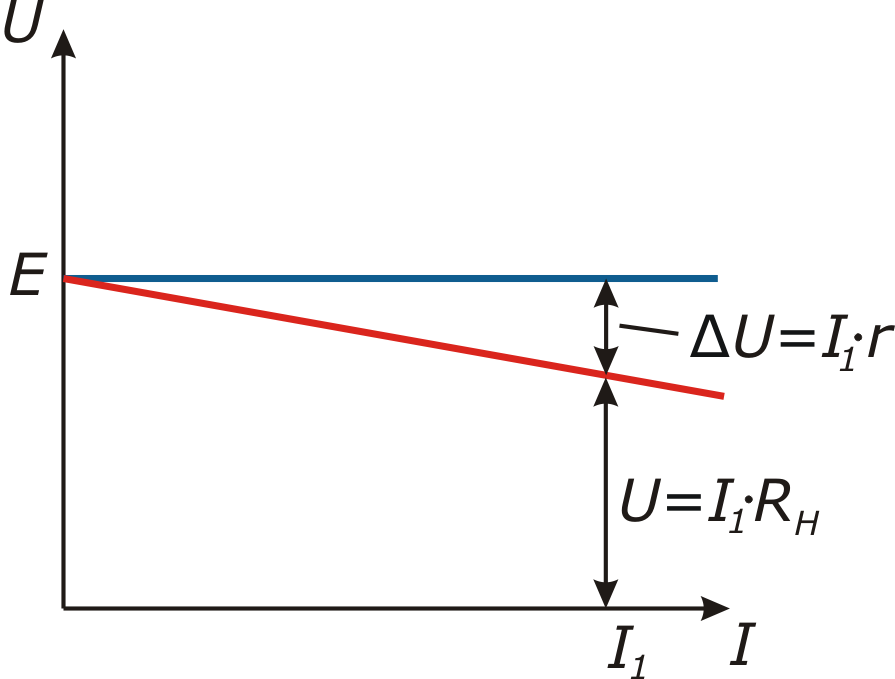
Рисунок 3. Нагрузочная характеристика идеального (синий) и реального (красный) источников.

Напряжение на выводах идеального источника напряжения не зависит от нагрузки {\displaystyle U={\mathcal {E}}={\text{const}}}. Ток определяется только сопротивлением внешней цепи {\displaystyle R}:
{\displaystyle I={\frac {U}{R}}.}
Модель идеального источника напряжения используется для представления реальных электронных компонентов в виде эквивалентных схем. Собственно, идеальный источник напряжения (источник ЭДС) является физической абстракцией, поскольку при стремлении сопротивления нагрузки к нулю {\displaystyle R\rightarrow 0} отдаваемый ток и электрическая мощность неограниченно возрастают, что противоречит физической природе источника.

### Реальный источник напряжения
В реальности любой источник напряжения обладает внутренним сопротивлением {\displaystyle r}. Следует отметить, что внутреннее сопротивление — это исключительно конструктивное свойство источника. Эквивалентная схема реального источника напряжения представляет собой последовательное включение идеального источника ЭДС {\displaystyle {\mathcal {E}}} и внутреннего сопротивления {\displaystyle r}.
На рисунке 3 приведены нагрузочные характеристики идеального источника напряжения (синяя линия) и реального источника напряжения (красная линия).
{\displaystyle {\mathcal {E}}=U_{r}+U_{R},}
где
{\displaystyle U_{r}=I\cdot r,} — падение напряжения на внутреннем сопротивлении;
{\displaystyle U_{R}=I\cdot R,} — падение напряжения на нагрузке.
При коротком замыкании {\displaystyle R=0} вся мощность источника энергии рассеивается на его внутреннем сопротивлении. В этом случае ток короткого замыкания {\displaystyle I_{\text{s.c.}}} будет максимален. Зная напряжение холостого хода {\displaystyle U_{\text{xx}}} и ток короткого замыкания, можно вычислить внутреннее сопротивление источника напряжения:
{\displaystyle r={\frac {U_{\text{xx}}}{I_{\text{s.c.}}}}.}

## Применение
При помощи модели источника напряжения хорошо описываются химические источники тока, батарейки, гальванические элементы, коллекторные генераторы постоянного тока с параллельным возбуждением и бытовые электросети для маломощных потребителей.
Различают источник постоянного и переменного напряжения, а также источник напряжения, управляемые напряжением (ИНУН) и источники напряжения, управляемые током (ИНУТ).

## Обозначения
Существуют различные варианты обозначений источника напряжения. Наиболее часто встречается обозначение (a) . Вариант (c) устанавливается ГОСТ и IEC. Стрелка в кружке указывает на положительную клемму на выходе источника. При выборе обозначения нужно быть осмотрительным и использовать пояснения, чтобы не допускать путаницы с источниками тока (b), который обозначен так в статье «Источник тока».

Рисунок 4. Обозначения источника напряжения на схемах